# Nemanja Đeković
Nemanja Đeković (in serbo Немања Ђековић?; Kruševac, 9 maggio 2003) è un calciatore serbo, difensore del Napredak Kruševac.

## Carriera

### Club
Cresciuto nel settore giovanile del Napredak Kruševac, debutta in prima squadra il 6 febbraio 2021, in occasione dell'incontro di Superliga perso per 3-0 contro il Partizan. Realizza la sua prima rete in campionato il 3 settembre 2022, nell'incontro vinto per 1-2 contro lo Spartak Subotica.

### Nazionale
Nel 2022 ha esordito con la nazionale serba Under-21.

## Statistiche

### Presenze e reti nei club
Statistiche aggiornate al 26 luglio 2025.
| Stagione                 | Squadra                  | Campionato               | Campionato | Campionato | Coppe nazionali | Coppe nazionali | Coppe nazionali | Coppe continentali | Coppe continentali | Coppe continentali | Altre coppe | Altre coppe | Altre coppe | Totale | Totale |
| Stagione                 | Squadra                  | Comp                     | Pres       | Reti       | Comp            | Pres            | Reti            | Comp               | Pres               | Reti               | Comp        | Pres        | Reti        | Pres   | Reti   |
| ------------------------ | ------------------------ | ------------------------ | ---------- | ---------- | --------------- | --------------- | --------------- | ------------------ | ------------------ | ------------------ | ----------- | ----------- | ----------- | ------ | ------ |
| 2020-2021                | Napredak Kruševac        | SL                       | 4          | 0          | CS              | -               | -               | -                  | -                  | -                  | -           | -           | -           | 4      | 0      |
| lug. 2021                | Napredak Kruševac        | SL                       | 1          | 0          | CS              | -               | -               | -                  | -                  | -                  | -           | -           | -           | 1      | 0      |
| 2021-gen. 2022           | Jedinstvo Paraćin        | 3L                       | 0          | 0          | CS              | 0               | 0               | -                  | -                  | -                  | -           | -           | -           | 0      | 0      |
| gen.-giu. 2022           | Napredak Kruševac        | SL                       | 8          | 0          | CS              | -               | -               | -                  | -                  | -                  | -           | -           | -           | 8      | 0      |
| 2022-2023                | Napredak Kruševac        | SL                       | 28         | 2          | CS              | 1               | 0               | -                  | -                  | -                  | -           | -           | -           | 29     | 2      |
| 2023-2024                | Napredak Kruševac        | SL                       | 17         | 1          | CS              | 1               | 0               | -                  | -                  | -                  | -           | -           | -           | 18     | 1      |
| 2024-2025                | Napredak Kruševac        | SL                       | 21+2       | 2+0        | CS              | 3               | 0               | -                  | -                  | -                  | -           | -           | -           | 26     | 2      |
| 2025-2026                | Napredak Kruševac        | SL                       | 2          | 2          | CS              | 0               | 0               | -                  | -                  | -                  | -           | -           | -           | 2      | 2      |
| Totale Napredak Kruševac | Totale Napredak Kruševac | Totale Napredak Kruševac | 81+2       | 7+0        |                 | 5               | 0               |                    | -                  | -                  |             | -           | -           | 88     | 7      |
| Totale carriera          | Totale carriera          | Totale carriera          | 81+2       | 7+0        |                 | 5               | 0               |                    | -                  | -                  |             | -           | -           | 88     | 7      |